# 古田泰久
古田 泰久（ふるた やすひさ、1930年3月18日 - 2004年12月16日）は日本の競輪選手。広島県芦品郡新市町（現・福山市）出身。現役時は日本競輪選手会広島支部所属。日本競輪選手養成所創設前の期前選手で選手登録番号600。

## 戦績
少年時代から体格がよく柔道に打ち込む。新市町の高等小学校を卒業後、飛行予科練習生を経て、特別攻撃隊員として鹿屋基地に就くが、塹壕建設などに従事。戦後、専門学校に通った後、福山で叔父の営む自転車店で働く。この時目にした競輪選手募集のポスターが転機となる。
初めて競輪が開催された1948年の翌1949年6月15日に選手登録（登録番号は600という、キリの良い番号であった）され、7月に鳴尾競輪場（後の甲子園競輪場）に19歳でデビュー、以後選手生活を通して先行・捲りでの自力勝負を貫く選手として知られるようになった。
当時の松本勝明・石田雄彦・吉田実といった有力選手には成績において一歩遅れをとっていたが、彼らと同じレースで対戦した時には好勝負し高配当を出すことが多かった。松本・石田らも「彼は静かな豪傑」と古田の競走姿勢を称えていた。
1957年より、当時特別競輪であった全国都道府県選抜競輪を3連覇するなど活躍。この頃から古田のホームバンクであった広島競輪場近くの広島市宇品東（現・同市南区）に居を構える。
その後も勝利を重ね、1973年4月8日の高知競輪開設記念準決勝において松本勝明・石田雄彦に次いで史上3人目の競輪通算1000勝を達成し、いつしか「輪界の鉄人」と呼ばれるまでになった。
1988年4月1日に選手登録を消除し引退。ホームバンクであった広島競輪場では古田が引退した後の1989年より古田の功績を称え、S級シリーズ「古田泰久（たいきゅう）賞」を創設した。引退後も日本名輪会のメンバーとして活動を続けたが、2004年12月に肺がんのため死去。74歳。
2005年3月12日に古田の功績を称える記念碑が広島競輪場に建てられ、古田が死去した後の2006年からはレース名称を「古田泰久（たいきゅう）記念杯」と変更して開催している。
松浦悠士が2019年の第61回朝日新聞社杯競輪祭にて優勝し、広島支部所属選手として古田以来、59年ぶりの特別競輪（GI）タイトルホルダーとなった。

## 主な獲得タイトルと記録
- 1957年4月 - 第12回全国都道府県選抜競輪（高松競輪場）
- 1957年9月 - 第13回全国都道府県選抜競輪（門司競輪場）
- 1958年 - 第14回全国都道府県選抜競輪（花月園競輪場）
- 1960年 - 第17回全国都道府県選抜競輪（一宮競輪場）
- 通算成績3211走中1188勝